# Administrativní dělení Andorry

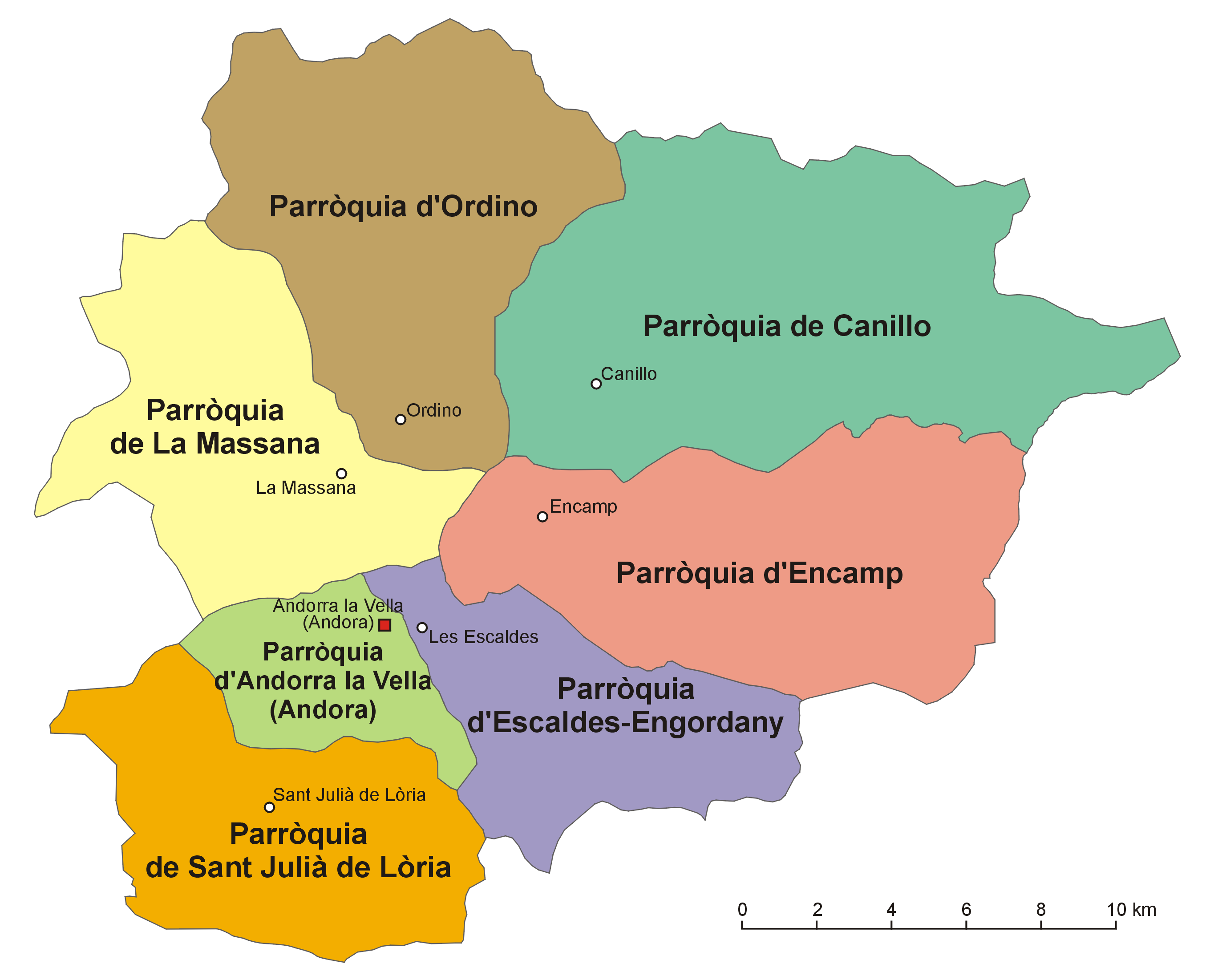
Mapa andorrských farností.

Andorra se skládá ze sedmi částí, farností (katalánsky: parròquies, v jednotném čísle – parròquia). 
V minulosti bylo území Andorry rozděleno pouze do šesti farností. V roce 1978 byla vytvořena sedmá farnost – Escaldes-Engordany. 
Některé farnosti se navíc ještě dále územně člení. Farnosti Ordino, La Massana a Sant Julià de Lòria jsou dále členěny do čtvrtí (quarts), zatímco farnost Canillo je dále členěna na sousedství (veïnats). Tyto čtvrti a sousedství se administrativně shodují s vesnicemi, které můžeme nalézt ve všech farnostech.
| Farnost | Farnost             | Rozloha (km²) | Počet obyvatel (2015) |
| ------- | ------------------- | ------------- | --------------------- |
| 1.      | Canillo             | 121           | 4 124                 |
| 2.      | Encamp              | 74            | 12 212                |
| 3.      | Ordino              | 89            | 4 687                 |
| 4.      | La Massana          | 61            | 10 359                |
| 5.      | Andorra la Vella    | 12            | 22 886                |
| 6.      | Sant Julià de Lòria | 60            | 9 379                 |
| 7.      | Escaldes-Engordany  | 47            | 14 367                |
|         |                     | 464           | 78 014                |